# Belmira
Belmira este un municipiu din departamentul Antioquia, Columbia.